# Sjjit i metj
Sjjit i metj (russisk: Щит и меч, da.: Skjold og sværd) er en sovjetisk spillefilm fra 1968 af instrueret af Vladimir Basov.

## Medvirkende
- Stanislav Ljubsjin som Aleksandr Belov / Johann Weiss
- Oleg Jankovskij som Heinrich Schwarzkopf
- Georgij Martynjuk som Aleksej Zubov / Alois Hagen
- Vladimir Basov som Bruno
- Alla Demidova som Angelika Buecher
- Ljudmila Tjursina
- Anatolij Kubatskij